# مارتیم فرناندس
مارتیم فرناندس (انگلیسی: Martim Fernandes؛ زادهٔ ۱۸ ژانویهٔ ۲۰۰۶) بازیکن فوتبال اهل پرتغال است که در حال حاضر برای باشگاه فوتبال پورتو بازی می‌کند. 
از باشگاه‌هایی که در آن بازی کرده است می‌توان به باشگاه فوتبال پورتو اشاره کرد.
وی همچنین در تیم‌های ملی فوتبال زیر ۱۶ سال پرتغال، زیر ۱۷ سال پرتغال، و زیر ۱۹ سال پرتغال بازی کرده است.